# Vila Moreira
Vila Moreira é uma localidade portuguesa do Município de Alcanena que foi sede da extinta Freguesia de Vila Moreira, freguesia que tinha 5,07 km² de área e 974 habitantes (2011), e, por isso, uma densidade populacional de 192,1 hab/km².
A Freguesia de Vila Moreira foi extinta, (agregada) em 2013, no âmbito de uma reforma administrativa nacional, tendo sido agregada à freguesia de Alcanena, para formar uma nova freguesia denominada União das Freguesias de Alcanena e Vila Moreira com sede em Alcanena.
Por causa da primeira casa criada em 1700 na qual viveu Maria Moleira que casou com um galego (curtidor de peles), foi-lhe atribuído o nome de Casais Galegos. Trata-se de uma terra essencialmente industrial pois detinha 25% das fábricas de “calfes”, acamurçados, pelicas, carneiros e capicuas. Em 29 de Junho de 1920, Casais Galegos passou a ser denominada de Vila Moreira tendo sido criada a freguesia com sede nela.

## População
| População da freguesia de Vila Moreira | População da freguesia de Vila Moreira | População da freguesia de Vila Moreira | População da freguesia de Vila Moreira | População da freguesia de Vila Moreira | População da freguesia de Vila Moreira | População da freguesia de Vila Moreira | População da freguesia de Vila Moreira | População da freguesia de Vila Moreira | População da freguesia de Vila Moreira | População da freguesia de Vila Moreira | População da freguesia de Vila Moreira | População da freguesia de Vila Moreira | População da freguesia de Vila Moreira | População da freguesia de Vila Moreira |
| -------------------------------------- | -------------------------------------- | -------------------------------------- | -------------------------------------- | -------------------------------------- | -------------------------------------- | -------------------------------------- | -------------------------------------- | -------------------------------------- | -------------------------------------- | -------------------------------------- | -------------------------------------- | -------------------------------------- | -------------------------------------- | -------------------------------------- |
| 1864                                   | 1878                                   | 1890                                   | 1900                                   | 1911                                   | 1920                                   | 1930                                   | 1940                                   | 1950                                   | 1960                                   | 1970                                   | 1981                                   | 1991                                   | 2001                                   | 2011                                   |
|                                        |                                        |                                        |                                        |                                        | 823                                    | 556                                    | 945                                    | 1 092                                  | 1 192                                  | 963                                    | 1 210                                  | 1 095                                  | 1 013                                  | 974                                    |

Criada pela lei nº 994, de 26/06/1920, com lugares da freguesia de Alcanena
| Distribuição da População por Grupos Etários | Distribuição da População por Grupos Etários | Distribuição da População por Grupos Etários | Distribuição da População por Grupos Etários | Distribuição da População por Grupos Etários | Distribuição da População por Grupos Etários | Distribuição da População por Grupos Etários | Distribuição da População por Grupos Etários | Distribuição da População por Grupos Etários | Distribuição da População por Grupos Etários |
| -------------------------------------------- | -------------------------------------------- | -------------------------------------------- | -------------------------------------------- | -------------------------------------------- | -------------------------------------------- | -------------------------------------------- | -------------------------------------------- | -------------------------------------------- | -------------------------------------------- |
| Ano                                          | 0-14 Anos                                    | 15-24 Anos                                   | 25-64 Anos                                   | > 65 Anos                                    |                                              | 0-14 Anos                                    | 15-24 Anos                                   | 25-64 Anos                                   | > 65 Anos                                    |
| 2001                                         | 141                                          | 144                                          | 545                                          | 183                                          |                                              | 13,9%                                        | 14,2%                                        | 53,8%                                        | 18,1%                                        |
| 2011                                         | 151                                          | 93                                           | 516                                          | 214                                          |                                              | 15,5%                                        | 9,5%                                         | 53,0%                                        | 22,0%                                        |

Média do País no censo de 2001:  0/14 Anos-16,0%; 15/24 Anos-14,3%; 25/64 Anos-53,4%; 65 e mais Anos-16,4%
Média do País no censo de 2011:   0/14 Anos-14,9%; 15/24 Anos-10,9%; 25/64 Anos-55,2%; 65 e mais Anos-19,0%
Locais de Interesse
- Lapa da galinha
- Fonte Moreira
- Miradouro do Depósito
- Igreja matriz
- Olho da Maria Paula ou Olho do Rabaçal
- Fonte dos Namorados

Festividades
- Festas de S.João (cívicas)
- Festa em honra de N.S da Conceição